# 埃尔南·梅德福
埃尔南·梅德福（西班牙語：Hernán Medford，1968年5月23日—），生于圣何塞，哥斯达黎加男子足球运动员，司职前锋。他曾代表哥斯达黎加国家队参加1990年和2002年国际足联世界杯。